# تعبير خال

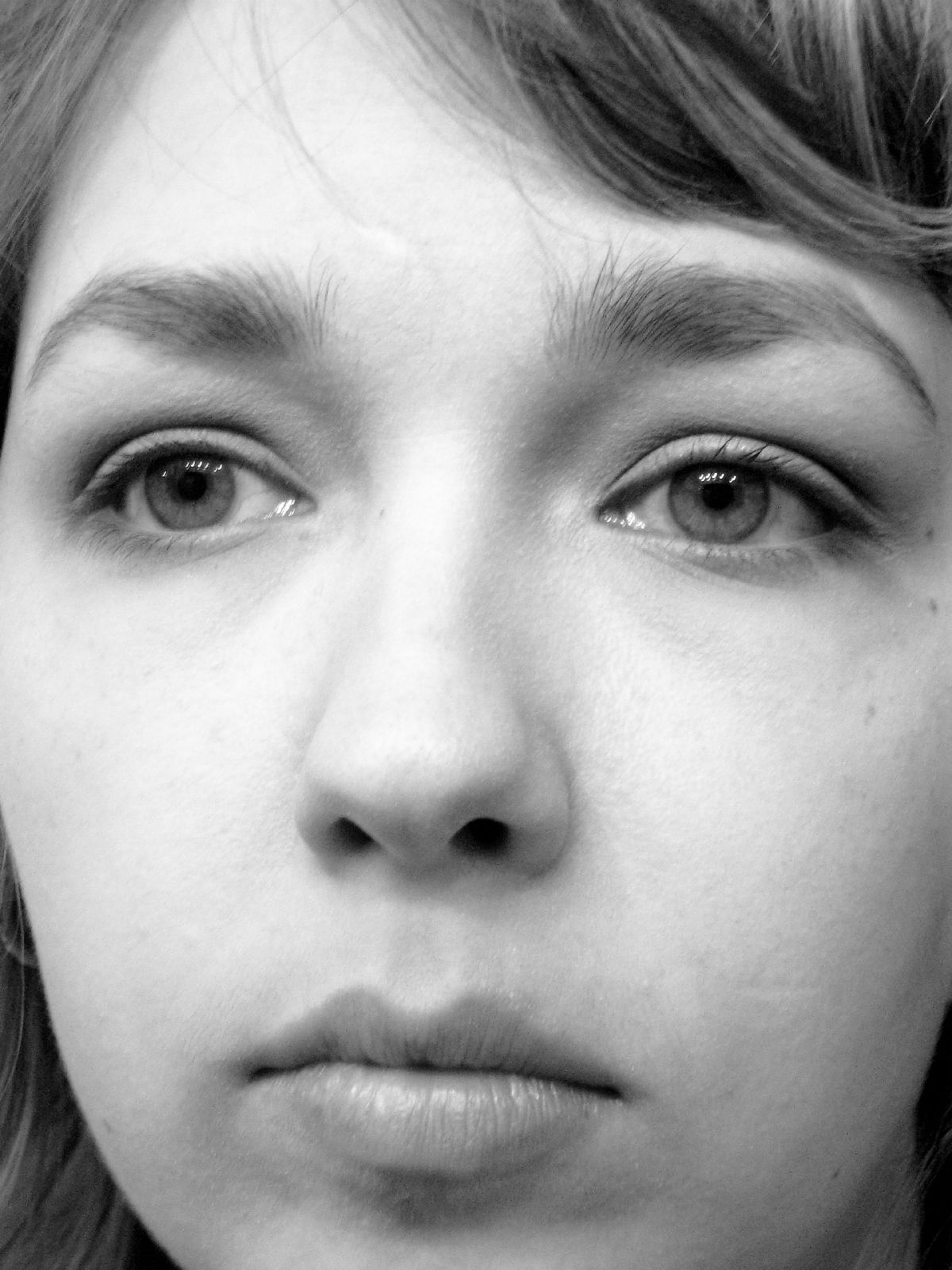
امرأة بتعبير محايد.

التعبير الخالي (بالإنجليزية: Blank expression)‏ وهو تعبير وجهي يتميز بموقف محايد لملامح الوجه، ويشير إلى عدم وجود عاطفة قوية. وقد يكون سببه نقص في العاطفة، والضجر، والارتباك البسيط (مثل عندما يقوم شخص بالإشارة إلى أمر ما لا يفهمه المستمع) والمحاولة المتعمدة لإخفاء الشخص لمشاعره، مثل عندما يلعب البوكر، أو علامة على الاكتئاب. وهو أيضاً التعبير الأكثر شيوعا حين يكون الفرد نائماً.